# درست انجام دادن (فیلم)
درست انجام دادن (به انگلیسی: Getting It Right) فیلمی تلویزیونی محصول سال ۱۹۸۹ و به کارگردانی رندل کلایسر است. در این فیلم بازیگرانی همچون جسیکا بریدسال، هلنا بونهام کارتر، پیتر کوک، جان گیلگد، جین هرکس، لین ردگریو و جودی پارفیت ایفای نقش کرده‌اند.